# La Libertad (Comayagua)
La Libertad (uit het Spaans: "De vrijheid") is een gemeente (gemeentecode 0306) in het departement Comayagua in Honduras. De gemeente grenst aan het stuwmeer El Cajón.
Het dorp werd in 1860 gesticht door verschillende families die afkomstig waren uit Ojos de Agua. Zij vestigden zich eerst op een kilometer afstand van de huidige plaats La Libertad. Om veiligheidsredenen verplaatsten zij zich naar de huidige locatie. Deze noemden ze eerst Portillo de la Ensenada. Toen het in 1876 een zelfstandige gemeente werd, veranderden ze de naam in La Libertad. De plek waar de kolonisten zich eerst vestigden, wordt nu Libertad Vieja genoemd.
In de gemeente wordt koffie en maïs geproduceerd. De kerk van de hoofdplaats La Libertad is bijna twee eeuwen oud.
De gemeente ligt ten oosten van de Cordillera de Comayagua. In de buurt liggen de ketens Capiro en El Portillo. Tegenover het dorp ligt de berg El Caliche. Hierop staat een metalen kruis. Op de berg Los Tornillos worden stenen in de vorm van een slak gevonden. Men vermoedt dat dit fossielen zijn van miljoenen jaren oud.

## Bevolking
De bevolking is als volgt verdeeld:
| Vrouwen | 13.738 | 49,7% |
| Mannen  | 13.914 | 50,3% |

## Dorpen
De gemeente bestaat uit 22 dorpen (aldea), waarvan de grootste qua inwoneraantal: La Libertad (code 030601), Loma Alta (030610), San Andres (030614) en Zacatalitos (030622).